# Liste der Biografien/Hels
Liste der Biografien |
Portal Biografien |
Personensuche
# |
A |
B |
C |
D |
E |
F |
G |
H |
I |
J |
K |
L |
M |
N |
O |
P |
Q |
R |
S |
T |
U |
V |
W |
X |
Y |
Z |
?
 
Ha |
Hd |
He |
Hi |
Hj |
Hk |
Hl |
Hm |
Hn |
Ho |
Hr |
Hs |
Ht |
Hu |
Hv |
Hw |
Hy
 
Hea |
Heb |
Hec |
Hed |
Hee |
Hef |
Heg |
Heh |
Hei |
Hej |
Hek |
Hel |
Hem |
Hen |
Heo |
Hep |
Heq |
Her |
Hes |
Het |
Heu |
Hev |
Hew |
Hex |
Hey |
Hez
 
Hela |
Helb |
Helc |
Held |
Hele |
Helf |
Helg |
Heli |
Helj |
Helk |
Hell |
Helm |
Heln |
Helo |
Help |
Helr |
Hels |
Helt |
Helu |
Helv |
Helw |
Hely |
Helz
Die Liste der Biografien führt alle Personen auf, die in der deutschsprachigen Wikipedia einen Artikel haben. Dieses ist eine Teilliste mit 32 Einträgen von Personen, deren Namen mit den Buchstaben „Hels“ beginnt.

## Hels

### Helsb
- Helsbøl, Maria (* 1989), dänische Badmintonspielerin
- Helsby, Alfredo (1862–1933), chilenischer Maler
- Helsby, Laurence, Baron Helsby (1908–1978), britischer Regierungsbeamter

### Helsd
- Helsdingen, Peter J. van (* 1934), niederländischer Arachnologe
- Helsdingen, René van (* 1957), niederländischer Jazzmusiker

### Helse
- Helser, Brenda (1924–2001), US-amerikanische Schwimmerin
- Helset, Olaf (1892–1960), norwegischer Heeresoffizier und Sportfunktionär
- Helseth, Thea (* 1996), norwegische Ruderin
- Helseth, Tine Thing (* 1987), norwegische klassische TrompeterinTine Thing Helseth (* 1987)

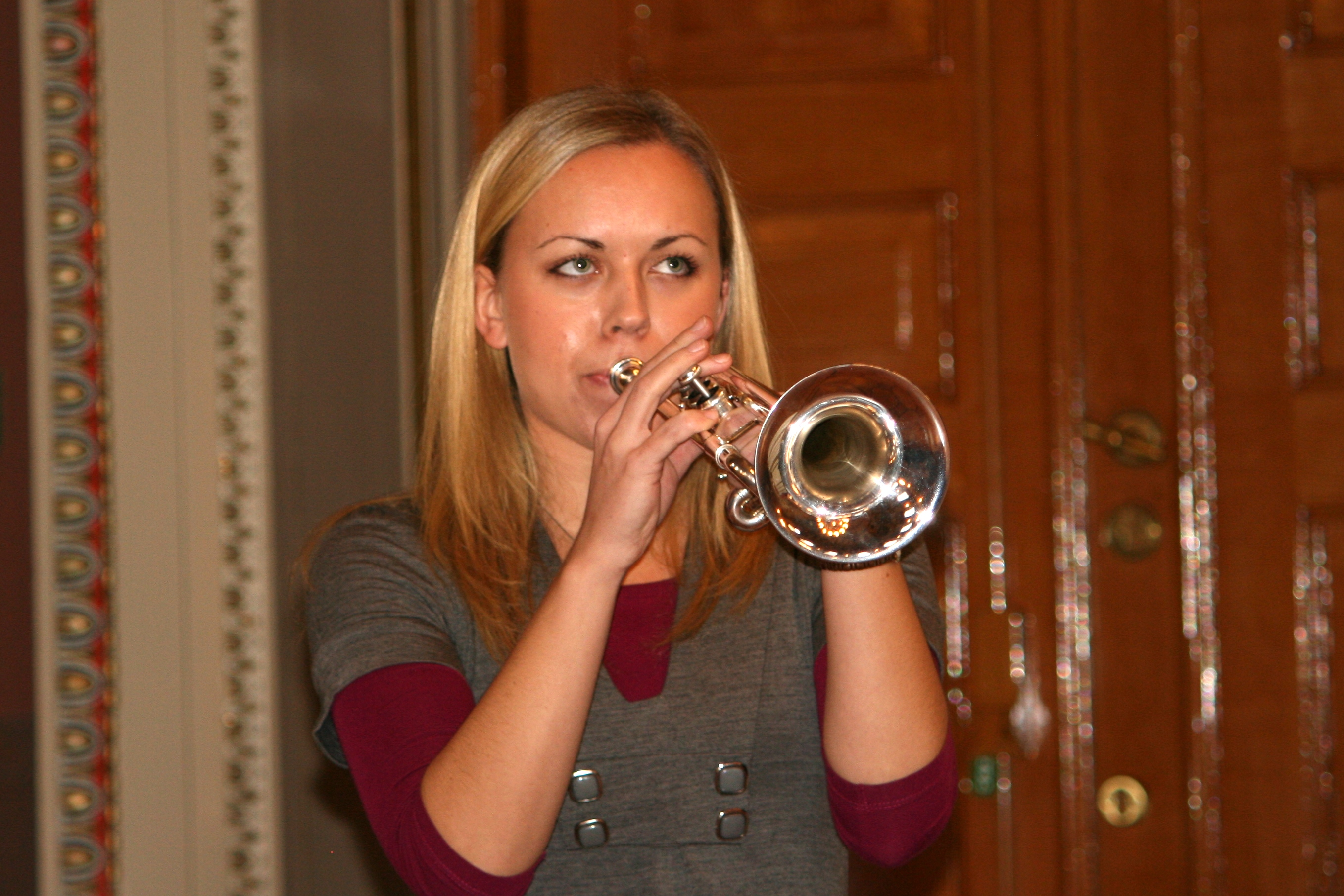
Tine Thing Helseth (* 1987)

### Helsi
- Helsig, Hellmuth (1902–1958), deutscher Filmschauspieler
- Helsing, Anna-Maria (* 1971), finnisch-schwedische Dirigentin
- Helsing, Erich (* 1930), deutscher Fußballspieler

### Helsl
- Helsloot (* 1984), niederländischer DJ und Musikproduzent
- Helsloot, Dries (* 1937), niederländischer Radrennfahrer
- Helsloot, Misja (* 1973), niederländischer Trance-DJ und Musikproduzent

### Helsn
- Helsner, Marek (* 1969), deutscher Drehbuchautor und Politiker (Bündnis 90/Die Grünen)

### Helso
- Helson, Henry (1927–2010), US-amerikanischer Mathematiker

### Helsp
- Helsper, Walter (1927–1992), deutscher Maler und Zeichner
- Helsper, Werner (* 1953), deutscher Erziehungswissenschaftler und ehemaliger Hochschullehrer

### Helss
- Helssen, Freddy (* 1944), belgischer Radrennfahrer
- Helssig, Rudolf (1846–1928), deutscher Rechtswissenschaftler und Bibliothekar

### Helst
- Helst, Bartholomeus van der, niederländischer MalerBartholomeus van der Helst

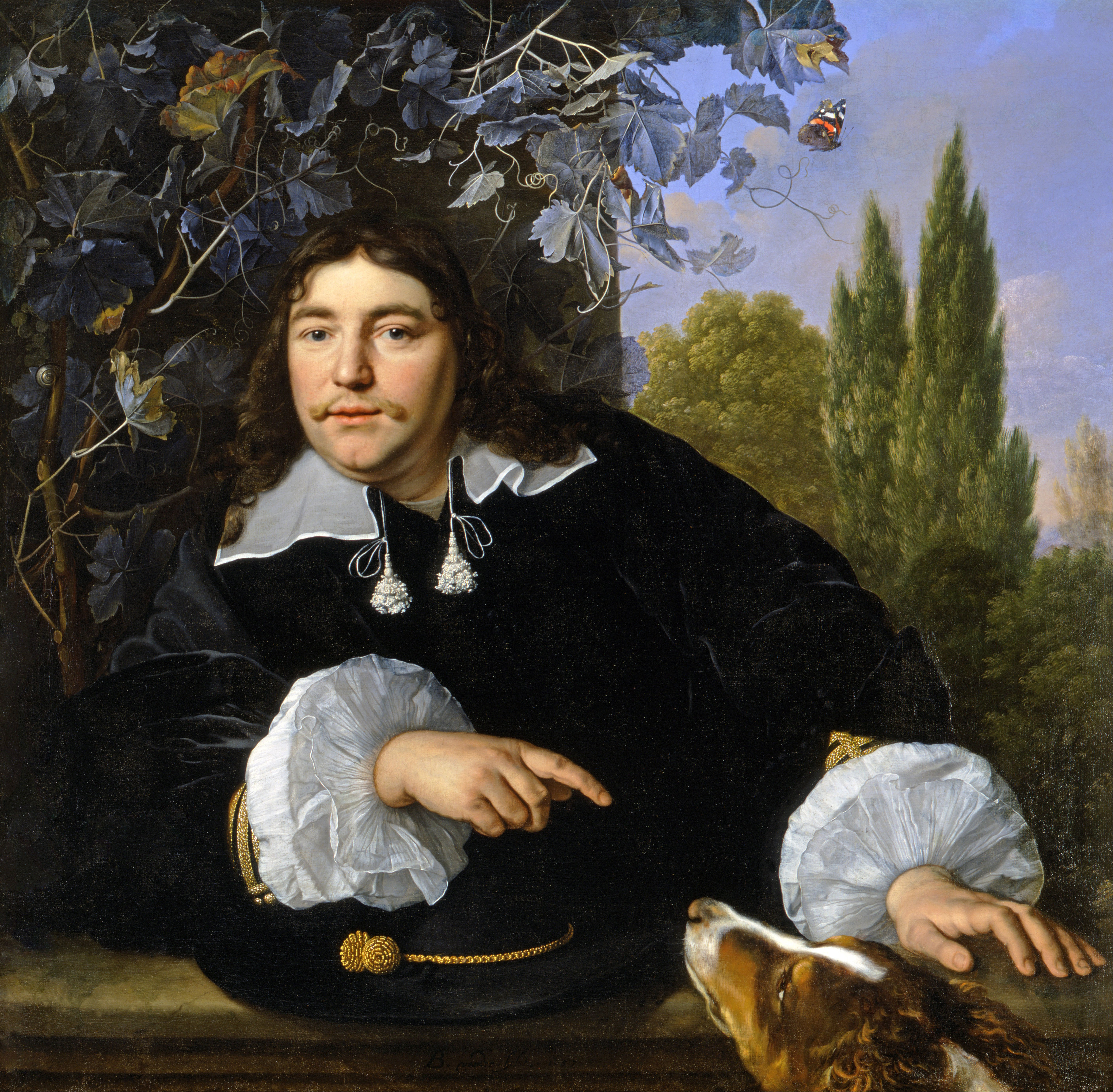
Bartholomeus van der Helst

- Helstad, Benjamin (* 1987), norwegischer Schauspieler und Musiker
- Helstad, Thorstein (* 1977), norwegischer Fußballspieler
- Helsted, Carl (1818–1904), dänischer Flötist, Komponist und Gesangspädagoge
- Helsted, Eduard (1816–1900), dänischer Violinist, Komponist und Musikpädagoge
- Helsted, Frederik Ferdinand (1809–1875), dänischer Maler, Lithograf und Zeichenlehrer
- Helsted, Gustav (1857–1924), dänischer Organist, Komponist und Musikpädagoge
- Helsten, Hugo (1894–1978), dänischer Turner
- Helstone, Johannes Nicolaas (1853–1927), surinamischer Pianist, Organist, Dirigent und Komponist
- Helstoski, Henry (1925–1999), US-amerikanischer Politiker
- Helstrius Novellus, römischer Offizier (Kaiserzeit)